# Nene Sakai
Nene Sakai (2 december 1995) is een Japans langebaanschaatsster.
Op de Japanse kampioenschappen schaatsen afstanden 2019 - 5000 meter vrouwen behaalt Sakai een gouden medaille. Ook op de massastart won ze de gouden medaille.

## Records

### Persoonlijke records[1]
| Afstand    | Tijd    | Datum            | Baan           |
| ---------- | ------- | ---------------- | -------------- |
| 500 meter  | 39,45   | 1 februari 2020  | Calgary        |
| 1000 meter | 1.21,42 | 26 februari 2017 | Ikaho          |
| 1500 meter | 1.58,06 | 1 februari 2020  | Calgary        |
| 3000 meter | 4.07,21 | 7 februari 2020  | Calgary        |
| 5000 meter | 7.04,32 | 15 februari 2020 | Salt Lake City |

## Resultaten
| Jaar | WK Allround             | WK Afstanden        | WK Junioren                             |
| ---- | ----------------------- | ------------------- | --------------------------------------- |
| 2014 |                         |                     | 11e (21e, 10e, 21e, 7e)                 |
| 2015 |                         |                     | 16e (40e, 19e, 27e, 11e) 11e massastart |
|      |                         |                     |                                         |
| 2019 |                         | 10e 5000m           |                                         |
| 2020 | NC20 (16e, 19e, 20e, -) | 18e 3000m 11e 5000m |                                         |